# فرناندو کولور دی ملو
فرناندو کولور دی ملو (انگلیسی: Fernando Collor de Mello؛ زادهٔ ۱۲ اوت ۱۹۴۹) یک سیاست‌مدار و نویسنده اهل برزیل است.